# LoveJo
#LoveJo es el primer extended play lanzado por la cantante y actriz norteamericana JoJo. Fue publicado de manera gratuita el 14 de febrero de 2014 mediante su cuenta oficial en Soundcloud, debido al día de San Valentín. Este se convirtió en su primer lanzamiento oficial desde que JoJo fuese liberada de su contrato con Blackground Records y firmara con Atlantic Records. El EP incluye tres canciones clásicas versionadas por JoJo, las cuales pertenecen a artistas afiliados de su mismo sello, como Anita Baker y Phil Collins.

## Promoción
Después del lanzamiento sorpresa del EP en el día de San Valentín, JoJo se presentó por primera vez en vivo en el Festival de la música South by Southwest, el 15 de marzo de 2014. Días después, el 22 de marzo, se presentó en el Vh1′s Save The Music Foundation’s "Family Day" y esa misma noche en la fiesta de cumpleaños de Perez Hilton.

## Recepción de la crítica
En general, el EP recibió una positiva aclamación por parte de los críticos de la música. Sam Lansky de la revista Time dijo sobre JoJo; "Está interpretando canciones clásicas con una producción creativa y, como siempre, con vocales chill-inducing". Además señaló que debido a todo el tiempo fuera del centro de atención, debido a su drama con su sello discográfico, le ha dado "el talento natural para gobernar este 2014". Mientras que en el sitio Idolator, Christina Lee dijo que el EP "es una respetuosa tradición del R&B y al mismo tiempo, con un buen toque moderno". Joe Hopkins de la revista en línea del Reino Unido, Hit the Floor, le dio al EP una calificación 9/10, añadiendo, que "la voz de JoJo claramente se ha desarrollado de su «Leave (Get Out)», pero todavía sigue siendo ligera y delicada". En la reseña, Hopkins dijo: "Los cambios entre el falsete y las carreras son exquisitas. Sin embargo, no hay que olvidar que la producción de Da Internz, es completamente ingeniosa". Liza Darwin, de la revista Nylon, también pasó a comparar el EP con los principios de JoJo, diciendo "está muy lejos de «Leave (Get Out)», pero no estamos locos al respecto... El resultado final? Esta chica es buena, y no podemos esperar a escuchar lo que está sirviendo al lado". KempireRadio llamó al EP un "recordatorio de lo que hemos estado perdiendo desde la escena de la música ".

## Listado de canciones
- Edición estándar

| #LoveJo |                                         |          |  |
| N.º     | Título                                  | Duración |  |
| 1.      | «Intro»                                 | 00:52    |  |
| 2.      | «Caught Up In The Rapture» (Da Internz) | 06:25    |  |
| 3.      | «Take Me Home» (Da Internz)             | 05:06    |  |
| 4.      | «Glory» (Stevie Mackey)                 | 03:57    |  |